# Форекс
Форекс, Forex (от английското: Foreign exchange – международен валутен обмен, също и като FX) или международният валутен пазар е мрежа от финансови институции, които обслужват международни бизнес сделки. На него се търгуват различни национални валути.

## Определение
Форекс няма точно определено място и не предполага лична среща между участниците, доколкото те се намират в непосредствен и постоянен контакт помежду си с помощта на различни технически средства. Сделките се извършват посредством компютърни терминали, с които са свързани в мрежа големите банки (търговски банки) и брокерски къщи. Търговски банки, специализирани във валутната търговия, обслужват валутния пазар в качеството на дилъри, т.е. сключват сделки както за сметка на своите клиенти, така и за собствена сметка. При съвременната разгърната и модерна световна информационна и комуникационна мрежа може да се говори за единен световен пазар на валута.
С развитието на интернет и информационните технологии на форекс пазара се включиха и дребните инвеститори, това допринесе за увеличаването на ликвидността (оборотите) и стесняването на спредовете (spread – разликата между офертите за купуване и продаване) и намаляването на комисионите. Обемът на forex е над 6.6 трилиона долара на ден, за сравнение оборота на Американската фондова борса е само 300 милиарда долара. Форекс пазарът е най-големият и най-ликвиден в света. Пазарът работи денонощно, пет дни в седмицата и се затваря само за държавните празници и почивните дни. В даден работен ден валутната търговия започва с отварянето на пазара в Нова Зеландия, малко по-късно се включват Австралия и Сингапур, последвани от Япония, Европа и накрая САЩ.
Така всеки търгуващ с валути на пазара ще може незабавно да реагира на добрите или лошите съобщения и да отвори или затвори позиция в удобен за него момент.
| Позиция | Име                    | Пазарен дял |
| ------- | ---------------------- | ----------- |
| 1       | Deutsche Bank          | 13,06%      |
| 2       | UBS AG                 | 11,30%      |
| 3       | Barclays Capital       | 11,08%      |
| 4       | Citi                   | 7,69%       |
| 5       | Royal Bank of Scotland | 6,50%       |
| 6       | JPMorgan               | 6,35%       |
| 7       | HSBC                   | 4,55%       |
| 8       | Credit Suisse          | 4,44%       |
| 9       | Goldman Sachs          | 4,28%       |
| 10      | Morgan Stanley         | 2,91%       |
| 11      | Panteon Finance        | 2,61%       |
| 12      | Forex Trend            | 2,41%       |

## Понятия
- rollover – действие, при което се отлага закриването на дадена валутна позиция за следващия работен ден (next business day). Това означава, че използваните заемни средства при маржин търговията ще се използват още известно време, за което се заплаща такса под формата на лихва.